# Coppa Europa dei 10000 metri 2023
La Coppa Europa dei 10000 metri 2023 (2023 European 10000m Cup) si è svolta il 3 giugno a Pacé, in Francia.

## Medagliati

### Uomini
| Specialità     | Oro                                                 | Prestazione | Argento                                              | Prestazione | Bronzo                                           | Prestazione |
| 10 000 m       | Yemaneberhan Crippa                                 | 28'08"83    | Tadesse Getahon                                      | 28'09"48    | Ilias Fifa                                       | 28'12"62    |
| Gara a squadre | Israele Tadesse Getahon Gashau Ayale Dereje Chekole | 1h25'01"92  | Italia Yemaneberhan Crippa Eyob Faniel Iliass Aouani | 1h25'10"56  | Francia Valentin Gondouin Mehdi Frère Felix Bour | 1h25'26"15  |

### Donne
| Specialità     | Oro                                             | Prestazione | Argento                                            | Prestazione | Bronzo                                                            | Prestazione |
| 10 000 m       | Alina Reh                                       | 32'15"47    | Valeriia Zinenko                                   | 32'29"81    | Domenika Mayer                                                    | 32'35"95    |
| Gara a squadre | Germania Alina Reh Domenika Mayer Eva Dieterich | 1h37'40"69  | Spagna Esther Navarrete Cristina Ruiz Laura Priego | 1h38'50"68  | Ucraina Valeriia Zinenko Yevheniia Prokofieva Viktoriia Kaliuzhna | 1h39'03"17  |

## Medagliere
| Posizione | Paese    | Oro | Argento | Bronzo | Totale |
| --------- | -------- | --- | ------- | ------ | ------ |
| 1         | Germania | 2   | 0       | 1      | 3      |
| 2         | Israele  | 1   | 1       | 0      | 2      |
| 2         | Italia   | 1   | 1       | 0      | 2      |
| 4         | Spagna   | 0   | 1       | 1      | 2      |
| 4         | Ucraina  | 0   | 1       | 1      | 2      |
| 6         | Francia  | 0   | 0       | 1      | 1      |
| Totale    | Totale   | 4   | 4       | 4      | 12     |